# بزمجه درختی یاقوتی
 بزمجه درختی یاقوتی(نام علمی: Varanus prasinus) نام یک گونه از سرده بزمجه است.